# Ravon R2
Der Ravon R2 ist ein Kleinstwagen der zu GM Uzbekistan gehörenden usbekischen Marke Ravon. Das Fahrzeug basiert auf dem Chevrolet Spark und kam 2015 in Russland auf den Markt.
Den Antrieb im R2 übernimmt ein 1,2-Liter-Ottomotor mit einer Leistung von 63 kW (85 PS).

## Technische Daten
|                                             | R2                    |
| Bauzeitraum                                 | 2015–2020             |
| Motorkenndaten                              |                       |
| Motortyp                                    | R4-Ottomotor          |
| Hubraum                                     | 1249 cm³              |
| max. Leistung bei min−1                     | 63 kW (85 PS) / 6400  |
| max. Drehmoment bei min−1                   | 113 Nm / 4200         |
| Kraftübertragung                            |                       |
| Antrieb                                     | Vorderradantrieb      |
| Getriebe, serienmäßig                       | 5-Gang-Schaltgetriebe |
| Messwerte                                   |                       |
| Höchstgeschwindigkeit                       | 161 km/h              |
| Beschleunigung, 0–100 km/h                  | 12,4 s                |
| Kraftstoffverbrauch auf 100 km (kombiniert) | 6,2 l Super           |
| CO2-Emissionen (kombiniert)                 | 145 g/km              |
| Abgasnorm nach EU-Klassifikation            | Euro 5                |
| Tankinhalt                                  | 35 l                  |